# Belver de los Montes
Belver de los Montes è un comune spagnolo di 450 abitanti situato nella comunità autonoma di Castiglia e León.